# Michele Giuliani
Michele Giuliani (Bari, 16 giugno 1983) è un karateka italiano, specializzato nel kumite.

## Biografia
Nato e cresciuto a Bari nel 1983, da bambino ha praticato inizialmente il nuoto. In seguito, a causa di un grave infortunio, si dedica al karate, passione condivisa con suo padre. 
Vincitore della Medaglia d'Oro a World Games, di quella d'Argento ai Campionati del Mondo Seniores WKF 2010 .
Tre Volte Campione Europeo.
Nel 1990 all'età di sette anni ha inizio il suo percorso con il Maestro Carmelo Malleo sotto la cui guida consegue numerosi titoli italiani nelle categorie cadetti e juniores e negli anni seguenti diviene leader della nazionale Juniores. 
Nel 2002 si arruola nella Guardia di Finanza, entrando nel Gruppo Sportivo Fiamme Gialle a Roma. 
Laureato in Scienze Motorie, riveste il ruolo di direttore tecnico del team Fudoshin a Bari.

## Palmarès

### World Games
- Duisburg 2005: oro nei -60 kg.;

### Mondiali
- Belgrado 2010: Argento nella -60kg;

### Mondiali Universitari
- Belgrado 2004: Bronzo nella -60kg;

### Europei
- Zurigo 2011: oro nella -60kg.;
- Atene 2010: oro nella -60 kg.;
- Rijeka 2004: oro nella -60kg.;

### Giochi del Mediterraneo
- Pescara 2009: Oro nella -60 kg.;

### Golden League
- 2007: Primo classificato nella categoria maschile generale